# Deutscher Michel
Der deutsche Michel ist eine vermutlich schon in der Renaissance entstandene nationale Personifikation der Deutschen, die heute fast nur noch in der Karikatur  Verwendung findet.

## Darstellung

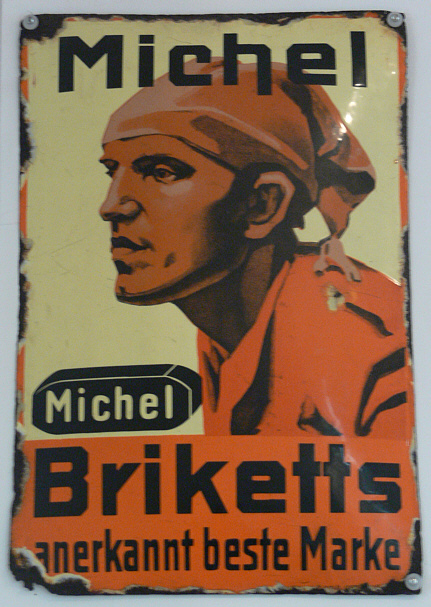
Emailleschild mit Werbung der Brikett-Marke „Michel“ (abgebildet mit dem typischen Attribut, der Zipfelmütze), wohl frühes 20. Jahrhundert

Sein auffallendstes Attribut ist seine Schlaf- bzw. Zipfelmütze. Die frühesten bildhaften Darstellungen des Michels datieren auf die erste Hälfte des 19. Jahrhunderts. Seine bildliche Ausformung bezieht sich auf literarische Vorläufer bzw. ein volkstümliches Verständnis der Figur. Den eigentlichen Höhepunkt seiner Popularität erreichte der Michel bereits in den 1840er Jahren.
Eigenschaften und Wesen der Figur sind bis heute ein Politikum. Die Ansicht, der Michel würde auf den Erzengel Michael (Schutzpatron Deutschlands seit der Schlacht auf dem Lechfeld im Jahr 955) oder den Reitergeneral Hans Michael Elias von Obentraut zurückgehen, ist bis heute weit verbreitet. Es finden sich für beide Behauptungen keine stichhaltigen Belege. Hinsichtlich der Einflüsse durch die Figur des Heiligen Michael existieren zumindest interessante Hypothesen (Stichwort: Pilgerfahrten zum Mont-Saint-Michel oder die Rolle des Schutzheiligen bei der Christianisierung Norddeutschlands). Die früheste belegte Überlieferung findet sich in einem von Sebastian Franck 1541 herausgegebenen Sprichwörterbuch – also einige Jahrzehnte vor Obentrauts Geburt. Der deutsche Michel bezeichnet hier einen Dummkopf, Tölpel und Fantasten. Auch in anderen zeitgenössischen Quellen findet sich ein ähnliches Verständnis.
1895 wurde das Standbild "Der deutsche Michel" am Wrangelturm in Königsberg (Preußen) von Friedrich Reusch geschaffen. 1910 wurde in Bad Liebenwerda der Michelbrunnen errichtet.

## Herkunft der Redewendung
In der Wissenschaft hat sich heute allgemein die Ansicht durchgesetzt, dass es sich bei der Redewendung „ein deutscher Michel“ um eine Geburt der Renaissance handelt. Der Humanismus in Deutschland hatte sich das Latein zur Sprache gewählt. Dadurch entstand zwischen der Sprache der Bildung und der des Volkes eine Kluft. Dies führte zu einer geistigen Kultur, die den Anschluss an das Ausland suchte. In diesem Zusammenhang entstand die Redewendung vom „teutschen Michel“ vermutlich in einem Zusammenspiel ausländischer Stereotype der Renaissance vom völlernden, saufenden und schlaftrunkenen Deutschen mit dem ebenso negativ belegten deutschen Bauernbild des ausgehenden Mittelalters.
Entgegen den frühesten, rein pejorativen Verwendungen wurde die Figur – einfach, ungebildet und unkundig in fremden Sprachen – in der Zeit des Dreißigjährigen Krieges zum kulturemanzipatorischen Symbol einer reinen, deutschen Muttersprache – so etwa bei Hans Jakob Christoffel von Grimmelshausen. Mobilisiert wurde der Begriff bereits um 1630 im Kampf gegen die Fremdwörter, und zwar als Titel eines satirischen Flugblatts, Teutscher Michel, das zu den merkwürdigsten Erscheinungen des deutschen Sprachpurismus gehört: Ich teutscher Michel / Versteh schier nichel / In meinem Vatterland / Es ist ein schand. Noch Mitte des 18. Jahrhunderts verwandte Gottlieb Wilhelm Rabener den Begriff, um die allgemeine Geringschätzung für die deutsche Dichtung zu beklagen. Parallel dazu gewann die Figur des „Vetters Michel“ an Popularität. Die ihr zugeschriebenen Eigenschaften waren Gemütlichkeit, Biederkeit und ein privates wie öffentliches Ruhebedürfnis. Aus der ersten Hälfte des 19. Jahrhunderts finden sich in humoristischen Periodika und in der Literatur verschiedene Deutungen. Häufig ist er darin als Opfer von Unterdrückung in einer masochistischen Rolle dargestellt.

## Der Michel im Vormärz

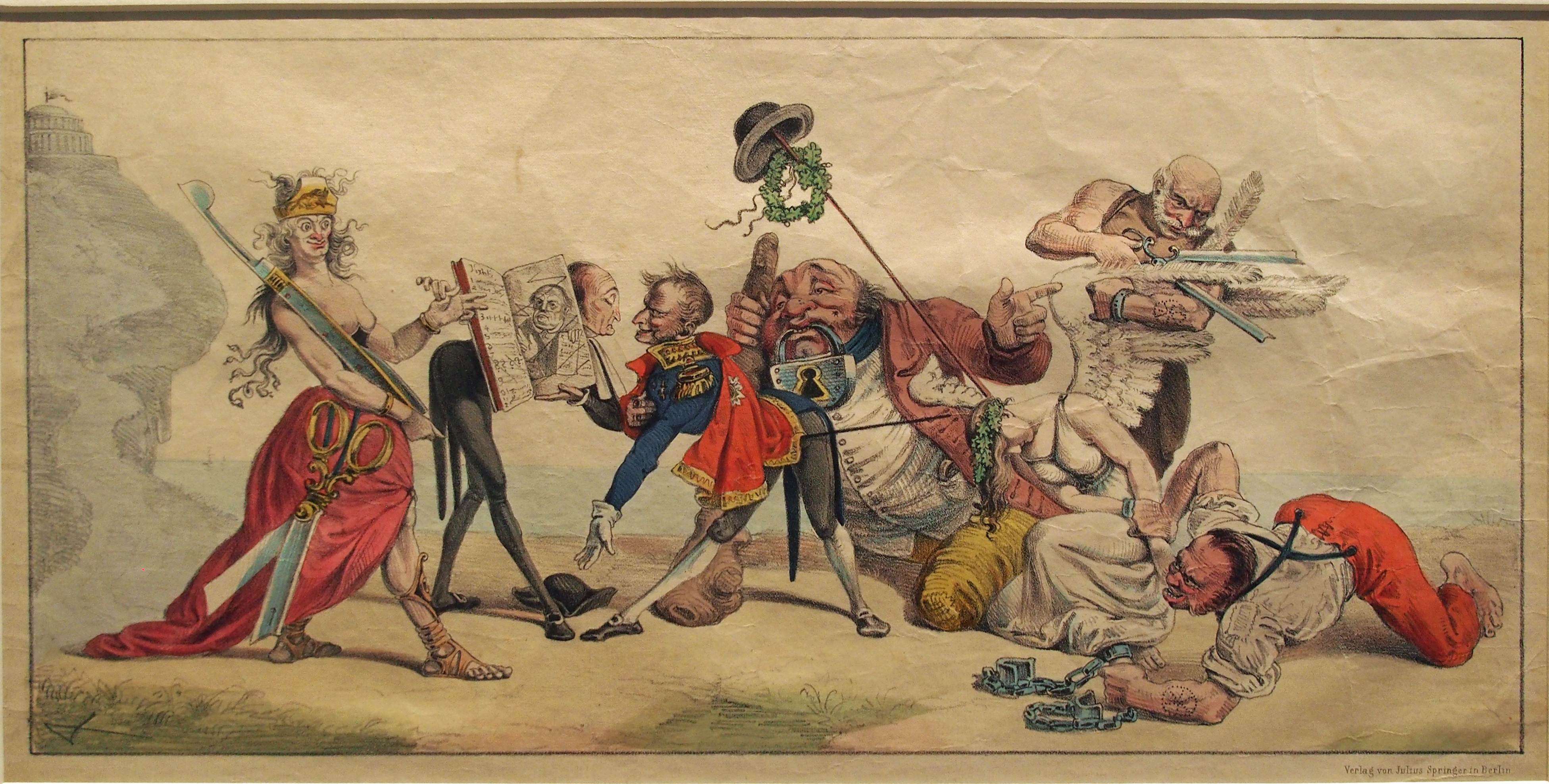
Der deutsche Michel in der Gewalt der Zensur, Karikatur von Johann Richard Seel (1842)

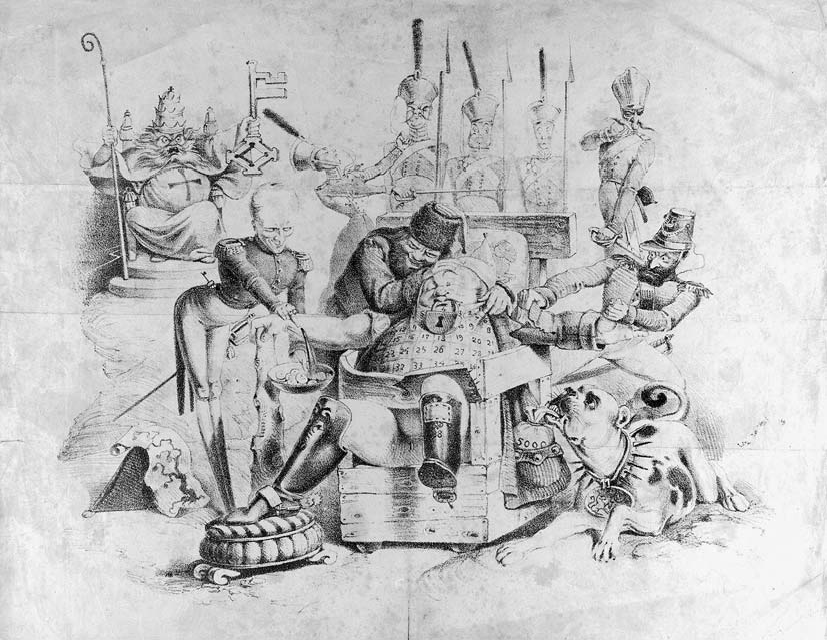
Der deutsche Michel, August 1842, Karikatur von Johann Richard Seel (1842)

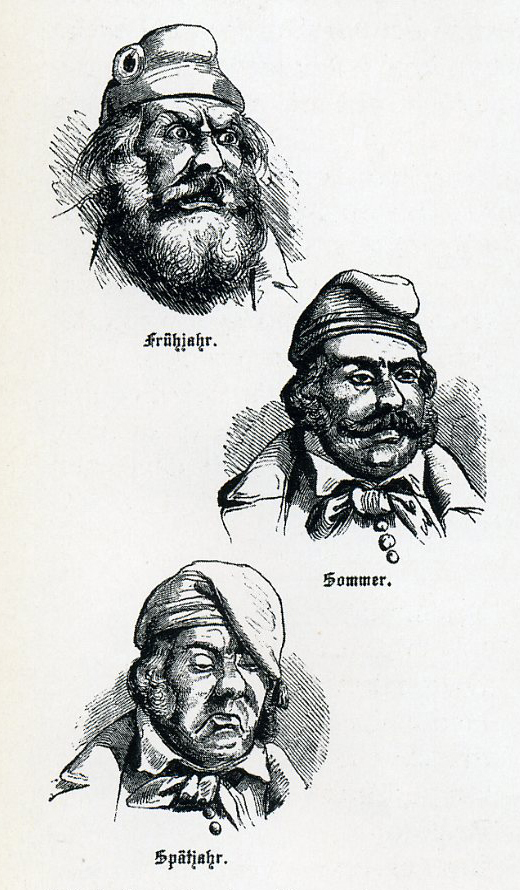
Michel und seine Kappe im Jahre 1848 (Eulenspiegel 1848)

Am häufigsten finden sich zweifellos Michel-Darstellungen, die auf den naiven Bauernburschen bzw. den gemütlichen Biedermann anspielen. In Joseph Eiseleins Wörterbuch der deutschen Sprichwörter und Sinnreden von 1840 bezeichnet der Begriff „das ganze schwerleibige deutsche Volk“; die Allgemeine deutsche Real-Encyklopädie von 1846 sieht im Michel die Personifikation der „Thorheiten und Verkehrtheiten“ der deutschen Nation. Grundsätzlich ist die Gestalt zu dieser Zeit bereits das Kollektivsymbol für das deutsche Volk bzw. dessen Wesensart im heutigen Sinne.
Ernst Moritz Arndt versuchte wie einige andere seiner Zeitgenossen das überlieferte Michelbild in einen neuen Traditionszusammenhang zu überführen. Aus der Annahme, es gäbe ein synonymes Verhältnis zwischen dem Michel-Begriff und der deutschen Mentalität, schloss er, dass die Eigenschaften des Michels in Abhängigkeit von den politischen Verhältnissen und der historischen Entwicklung stehen, was für die Michelbilder seiner Epoche durchaus richtig war. Seine daran anschließende, mythologisch verklärte und polemisierende Rückführung der Charakteristika des Michels auf den Typus eines mittelalterlichen Wehrbauern strapaziert die Etymologie des deutschen Michel weit über Gebühr.
Ähnlich irreführende Ansätze, wie die Spekulation über den Reitergeneral Obentraut als Namensgeber, sind – obgleich in der Wissenschaft bereits seit über hundert Jahren widerlegt – bis heute noch immer weit verbreitet.

## Komödie von Fritz Stavenhagen und daraus entstandene Hörspiele
Im Jahre 1905 schrieb Fritz Stavenhagen seine niederdeutsche Bauernkomödie De dütsche Michel, die aus fünf Akten besteht.
Die Komödie ist auf die Figur des ewigen deutschen Michel, der im Bauernturm steckt zugeschnitten. Er verweigert den Lebenden, wie hier einem Grafen und einem Dichter, alles was sie fordern könnten, während er bereit ist den Toten alles zu geben.
Im Jahre 1951 bearbeitete Albert Mähl das Stück für den Hörfunk, welches vom NWDR Hamburg als Mundart-Hörspiel produziert und am 18. September 1951 erstgesendet wurde. Unter der Regie von Hans Freundt sprachen zahlreiche Ensemble-Mitglieder des Ohnsorg-Theaters. 
Ebenfalls im Jahre 1956 schrieb Albert Mähl das Hörspiel:
- Fritz Stavenhagen. Eine Hörfolge über Werk und Leben des ersten niederdeutschen Dramatikers neuerer Zeit zur 50. Wiederkehr seines Todestages am 9. Mai 1956 mit Proben aus Der Lotse, Mudder Mews und De dütsche Michel

In dieser NDR-Produktion waren unter der Regie von Hans Tügel u. a. Heinz Klevenow als Graf Malin, Walter Klam als Von Maltzahn und Hilde Sicks als Ivanak, Tochter von Plessens zu hören.